# Encuentro de aviación en Belmont Park
El encuentro de aviación de Belmont Park (en inglés: International Aviation Meet at Belmont Park) fue un espectáculo aéreo internacional que tuvo lugar en 1910. El hipódromo de Belmont en Elmont, Nueva York, Estados Unidos, fue el sitio del encuentro de aviación. El evento se llevó a cabo durante nueve días y contó con carreras aéreas y concursos de duración, distancia, velocidad y altitud.

## Trasfondo
El torneo fue idea de Andrew Freedman, quien era director de Wright Company. El 9 de agosto de 1910, los miembros del Comité de Arreglos fueron anunciados en el Comité de Finanzas de Aero Club Corporation. Los miembros del Comité de Arreglos fueron Alan A. Ryan, Clifford B. Harmon y W. Redmond Cross. August Belmont Jr. era accionista de Wright Company y fue seleccionado para ser el presidente del comité organizador del evento. El lugar elegido fue el hipódromo de August Belmont en Belmont Park. El comité seleccionó a Belmont para poder ahorrar dinero usando las gradas existentes y encerró los terrenos.
El 9 de octubre de 1910 se estaba preparando el parque para el encuentro. Los trabajadores usaban luz eléctrica para trabajar de noche. La tribuna principal se amplió para acomodar a las personas que se esperaban en Belmont Park. Los organizadores también tuvieron que construir hangares para los aviones: los hangares eran de 1000 pies (300 m) de largo y 15 pies (4,5 m) alto. Los aviadores comenzaron a llegar el 9 de octubre, incluidos los franceses Alfred Leblanc, Jacques Faure y el estadounidense John Moisant.

## Historia

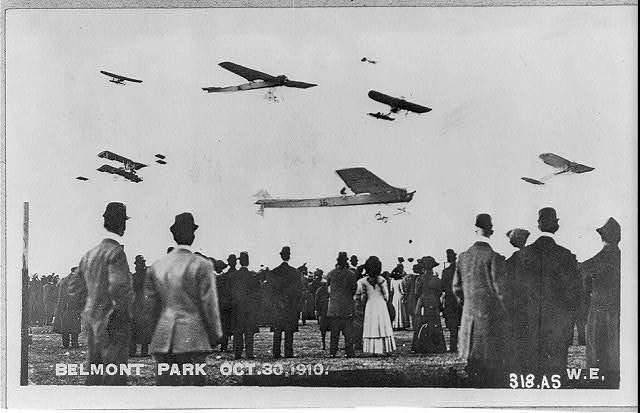
Parque Belmont (30 de octubre de 1910).

Treinta aviadores asistieron al evento de nueve días (22 al 31 de octubre de 1910) y los premios fueron valorados en US $ 72 300 ($ 2354400 actualmente). Algunos de los aviadores destacados incluyeron a Wilbur Wright, Alfred Leblanc, Émile Aubrun, René Simon, John Moisant y Claude Grahame-White. El encuentro de aviación fue el segundo torneo internacional y los concursos involucrados, duración, distancia, velocidad y altitud. Algunos de los eventos destacados incluyeron: el Trofeo Scientific American, la Copa Michelín y el Vuelo de la Estatua de la Libertad. Los 100 kilómetros (62,1 mi) de la carrera de la Copa Gordon Bennett también fue una competencia destacada para el Trofeo de Aviación Internacional Gordon Bennett y US$ 5000 ($ 163500 actualmente).
El espectáculo fue dirigido y organizado por Aero Corporation Limited. La recaudación de entradas al espectáculo ascendió a US$ 188 000 ($ 6147600 actualmente). Los hermanos Wright estuvieron involucrados en el programa y demandaron a Aero Corporation por los pagos que se les debían. William W. Niles habló en nombre de Aero Corporation y afirmó que los gastos del espectáculo ascendieron a US $ 200 000 ($ 6540000 actualmente).
La aviadora estadounidense Harriet Quimby se interesó por la aviación cuando asistió al evento. Fue allí donde conoció a John Moisant y su hermana Matilde. Quimby se convirtió en la primera mujer estadounidense en convertirse en piloto con licencia, el 1 de agosto de 1911.
John Moisant de Chicago se estrelló dos veces en el show. Se estrelló probando su nuevo avión Blériot el 19 de octubre y cuando lo ayudaron a bajar de su avión, dijo: «¿Herido? No, en absoluto. Nunca le pasa nada a nadie que vuele». Más tarde tuvo un vuelo de calentamiento y volvió a estrellarse. El segundo accidente ocurrió el 23 de octubre de 1910 en el avión Blériot de transporte de pasajeros de Moisant. Associated Press informó que el avión estaba «muy destrozado» y Moisant tuvo que trabajar toda la noche para completar las reparaciones. Se vio obligado a buscar otro avión y, cuando lo encontró, la carrera por la Estatua de la Libertad ya había comenzado. Descubrió que no podía pasar a los otros dos competidores, por lo que voló por una ruta diferente.
Moisant ganó la carrera destacada de la Estatua de la Libertad, que fue de 36 millas (57,9 km) viaje. La carrera comenzó en Belmont, dio la vuelta a la Estatua de la Libertad y terminó de regreso en Belmont: Moisant ganó US $ 10 000 ($ 327000 actualmente). Thomas Fortune Ryan de Bethlehem Steel proporcionó el premio en metálico de $ 10 000 para la carrera. El aviador británico Claude Grahame-White registró una protesta; había terminado segundo y quería intentarlo de nuevo.

### Controversia
El comité de aviación se reunió para discutir la protesta de Grahame-White. Decidieron que el concurso había terminado y que Moisant había ganado. Moisant fue declarado ganador al vencer a Grahame-White. Solo tres pilotos volaron en la carrera, Grahame-White, Moisant y Jacques de Lesseps.
En marzo de 1911 (cinco meses después del concurso) la Junta de Gobierno del Aero Club se reunió y decidió descalificar a Moisant porque dictaminó que no había logrado realizar un vuelo de una hora antes de su entrada. El premio de US $ 10 000 se otorgó a de Lesseps, no al finalista en segundo lugar Grahame-White, porque Grahame-White había sido descalificado cuando una de las puntas de sus alas golpeó un pilón durante la carrera. Moisant había muerto en la mañana del 31 de diciembre de 1910, en un accidente aéreo cerca de Harahan, Luisiana, antes de la decisión. Había estado haciendo un vuelo preparatorio para su intento de ganar la Copa Michelín de 1910 y el premio de 4000 dólares por el vuelo sostenido más largo de 1910.

## Galería

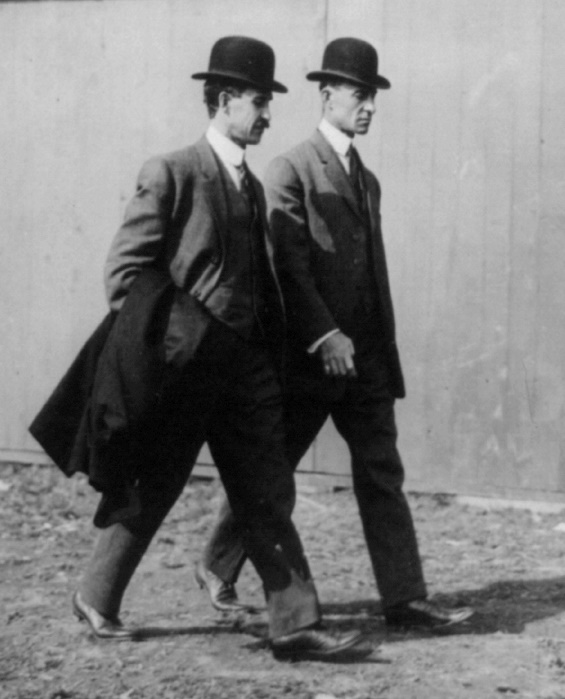
Hermanos Wright en el Torneo Internacional de Aviación, Belmont Park en 1910.
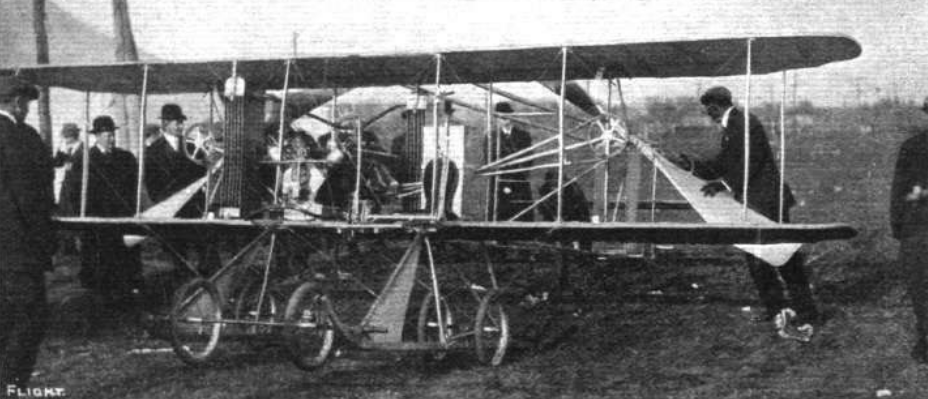
Wright Model R en Belmont Park, 1910.
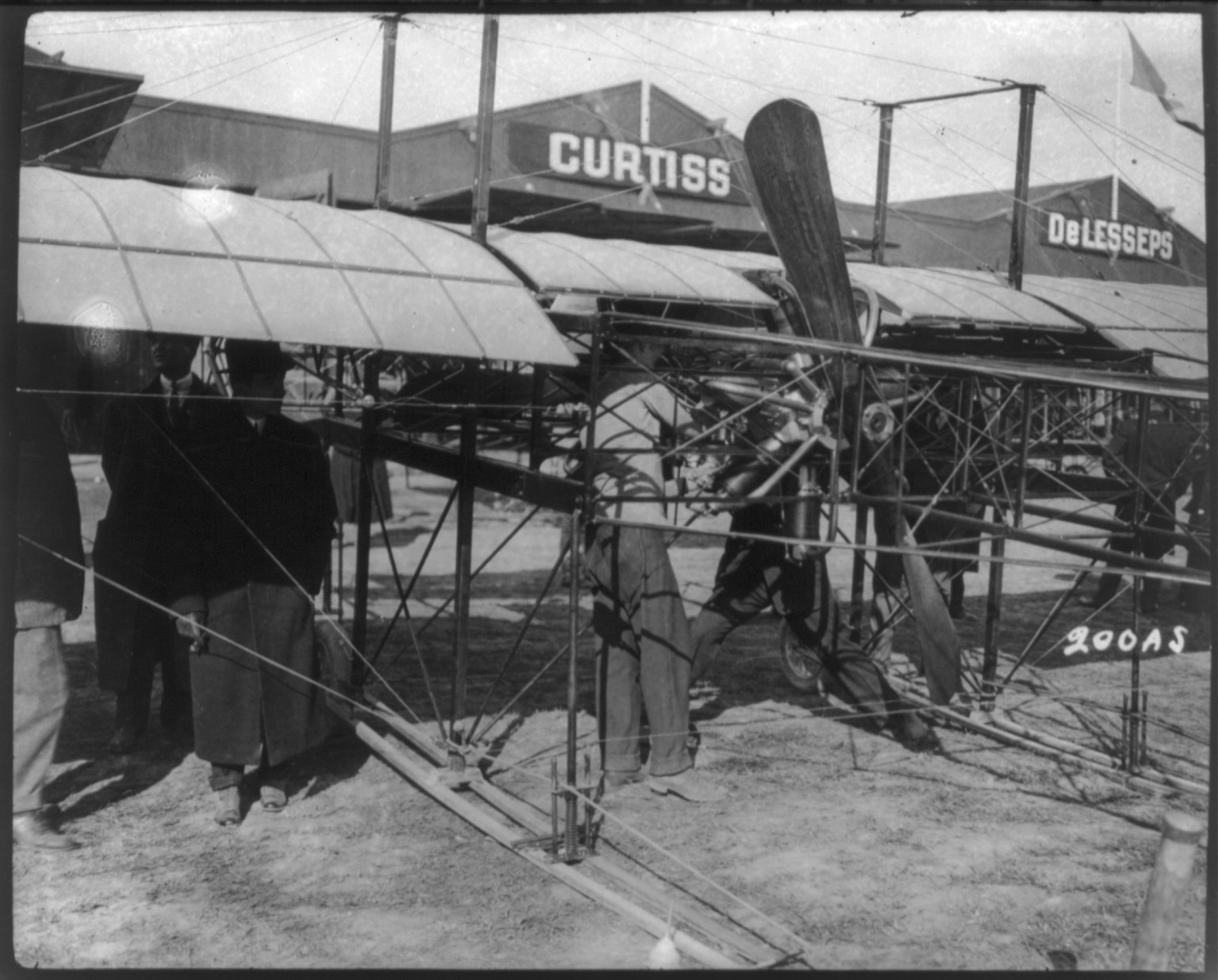
Diseño de avión de J. Walter Christie en el Belmont Park Meet.
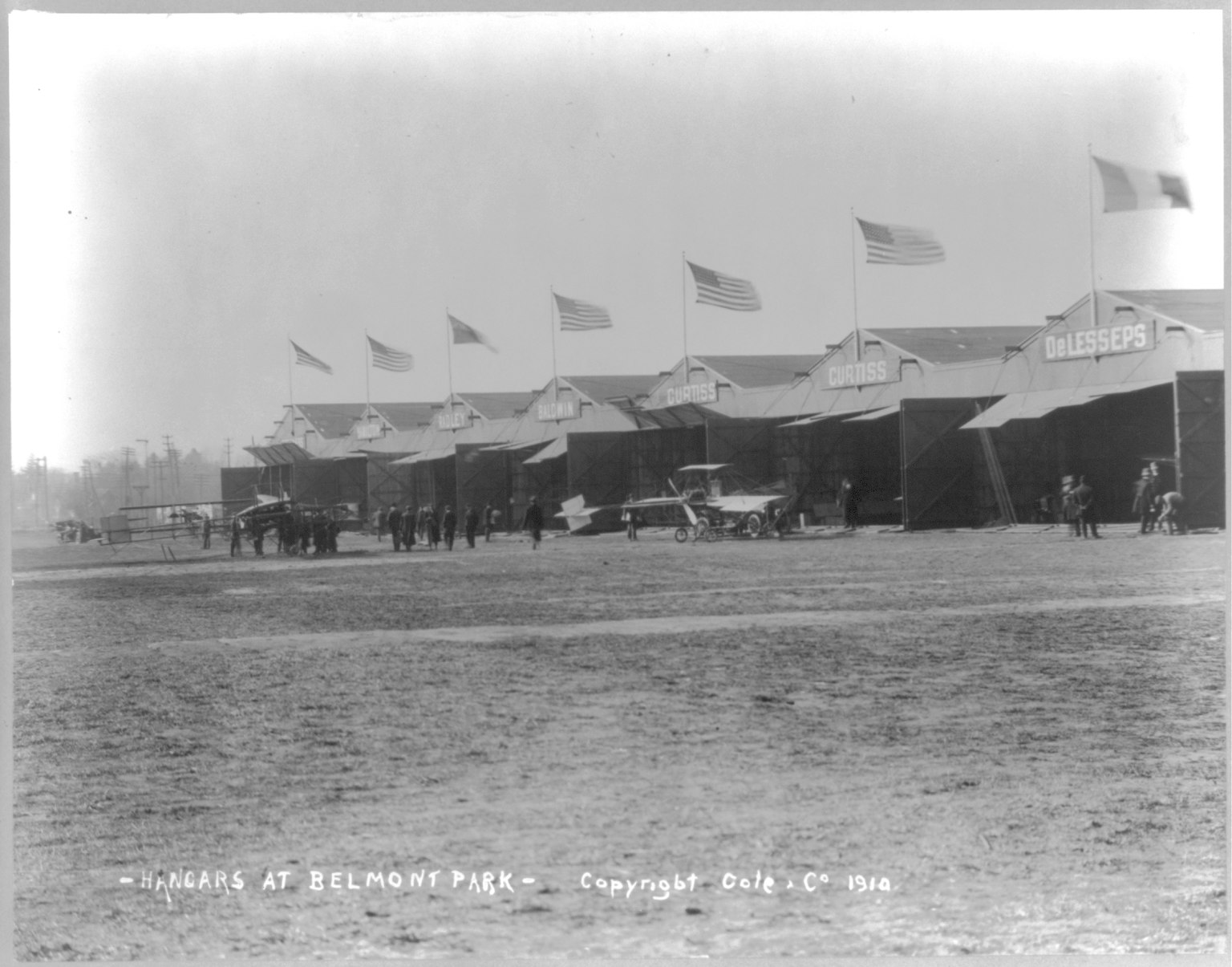
Hangares de aviones en Belmont Park.
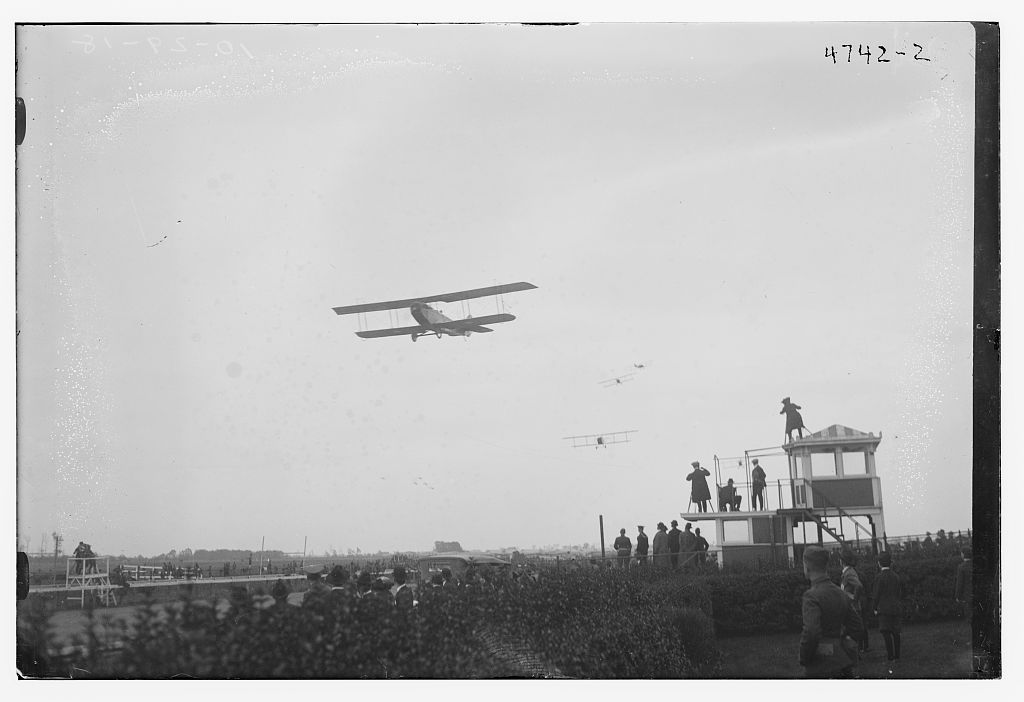
Aviones en vuelo se encuentran en Belmont Park.
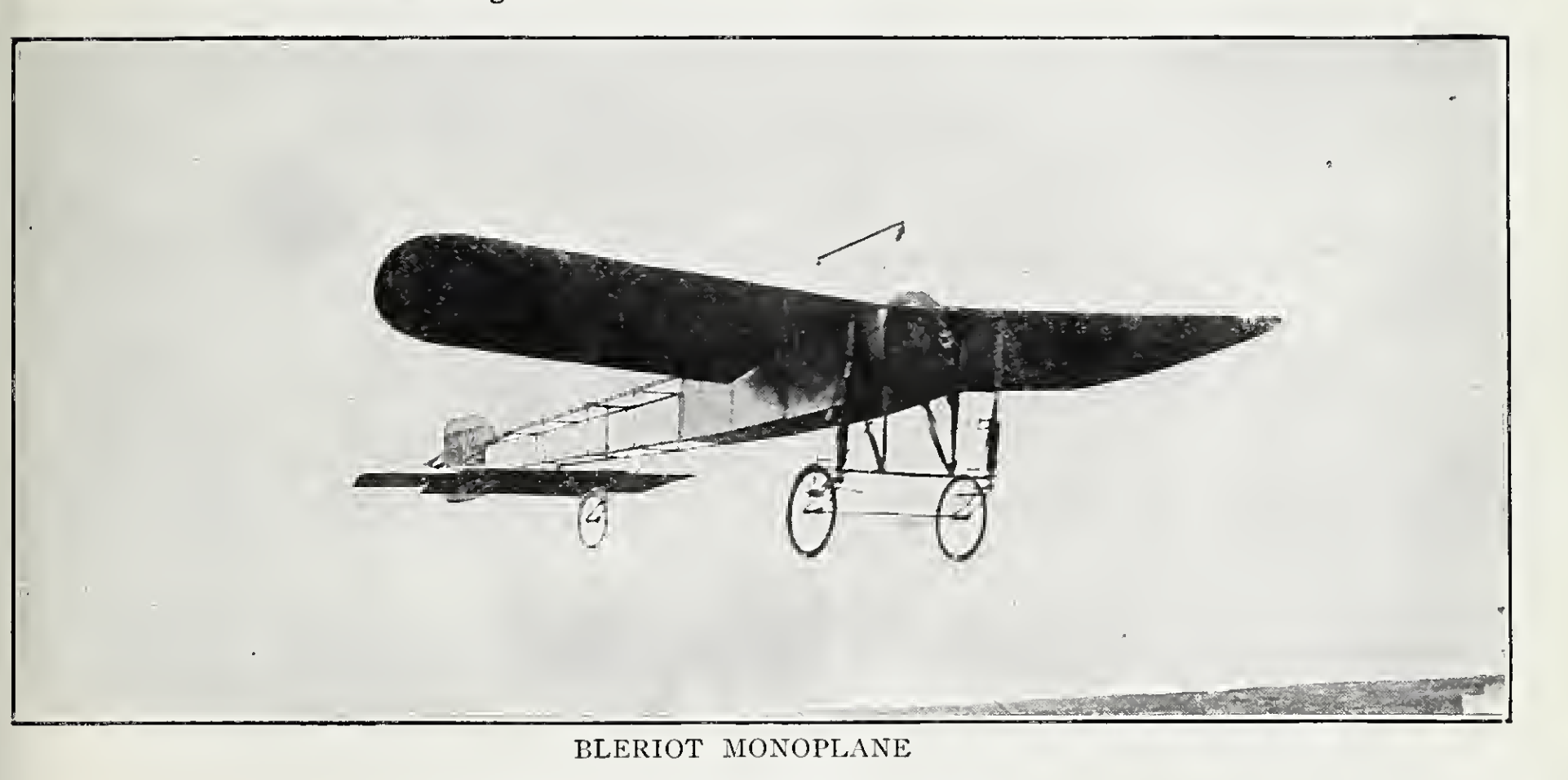
Monoplano 910 Bleriot volado por varios aviadores en el encuentro.
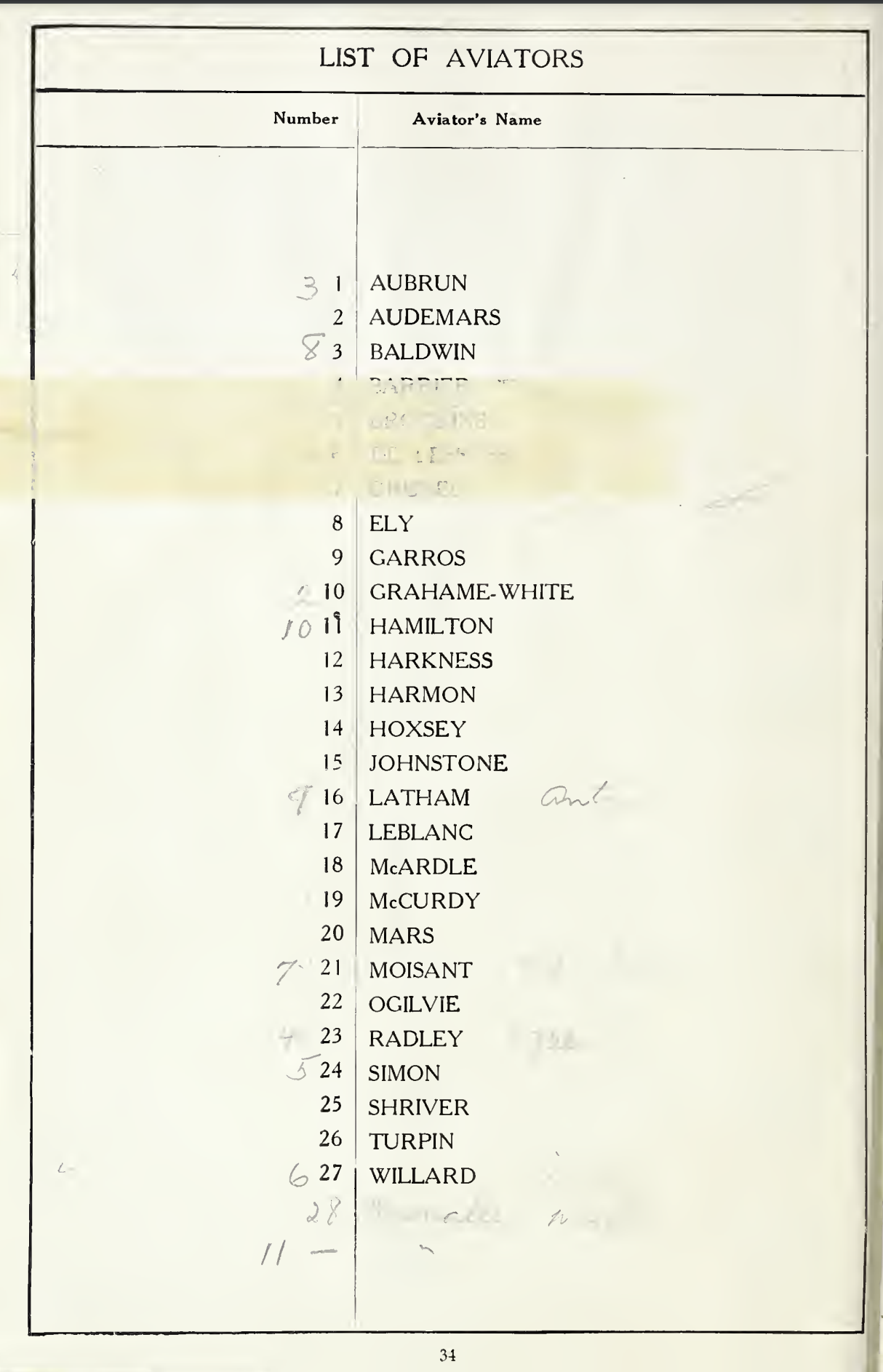
Pilotos en el torneo de aviación internacional de 1910 Belmont Park.
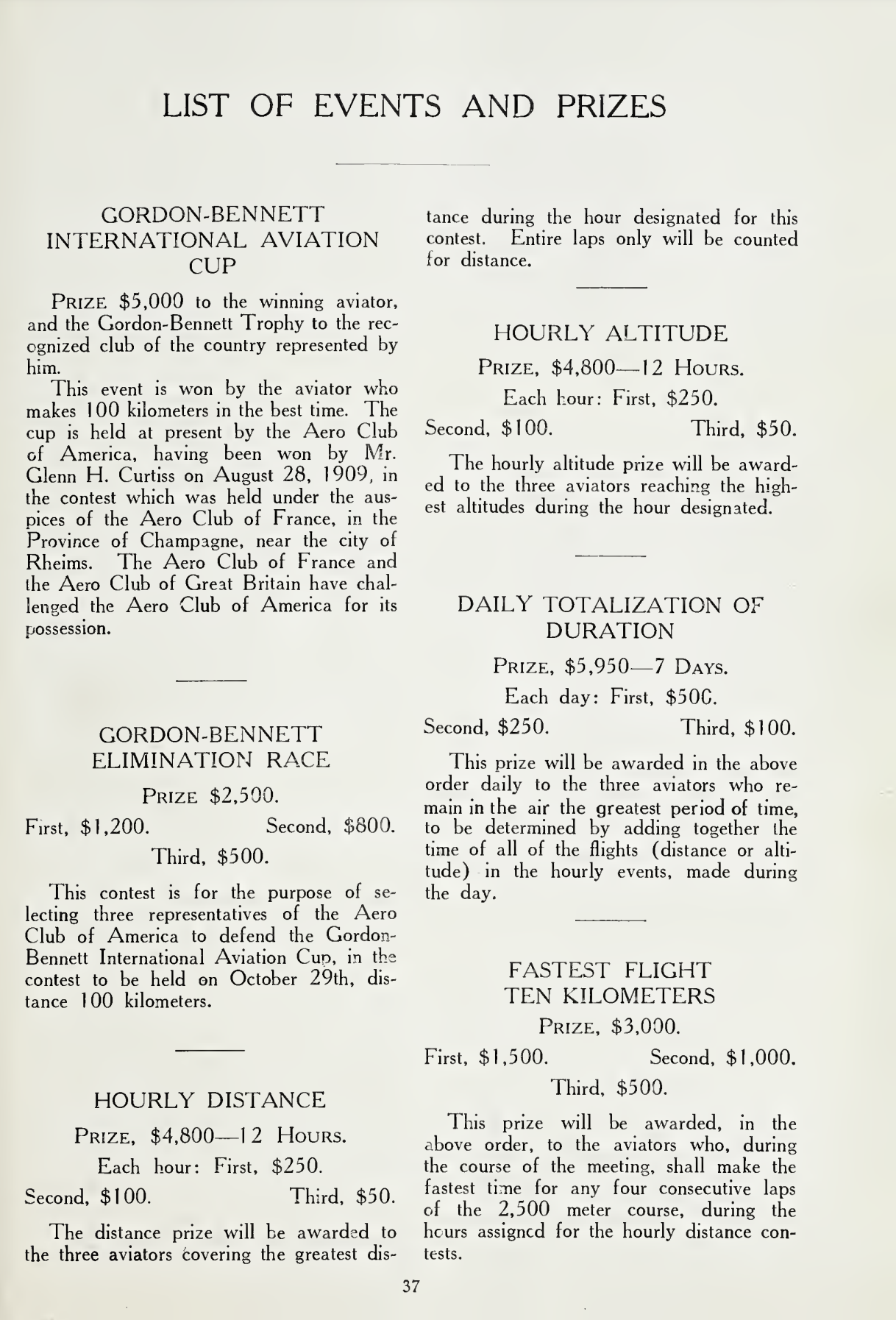
Eventos del torneo de aviación internacional de 1910 Belmont Park.
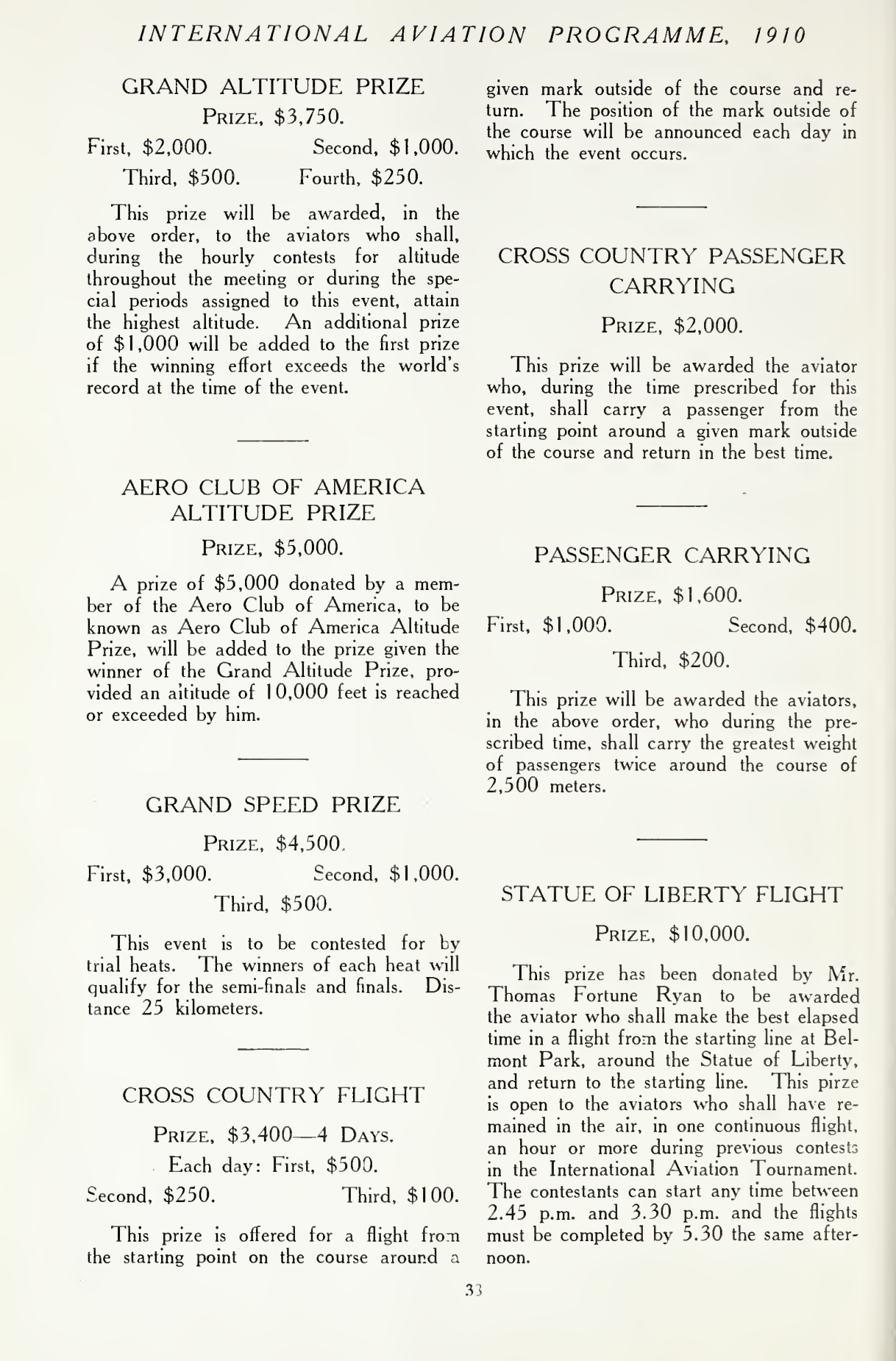
Eventos del torneo de aviación internacional de 1910 Belmont Park.
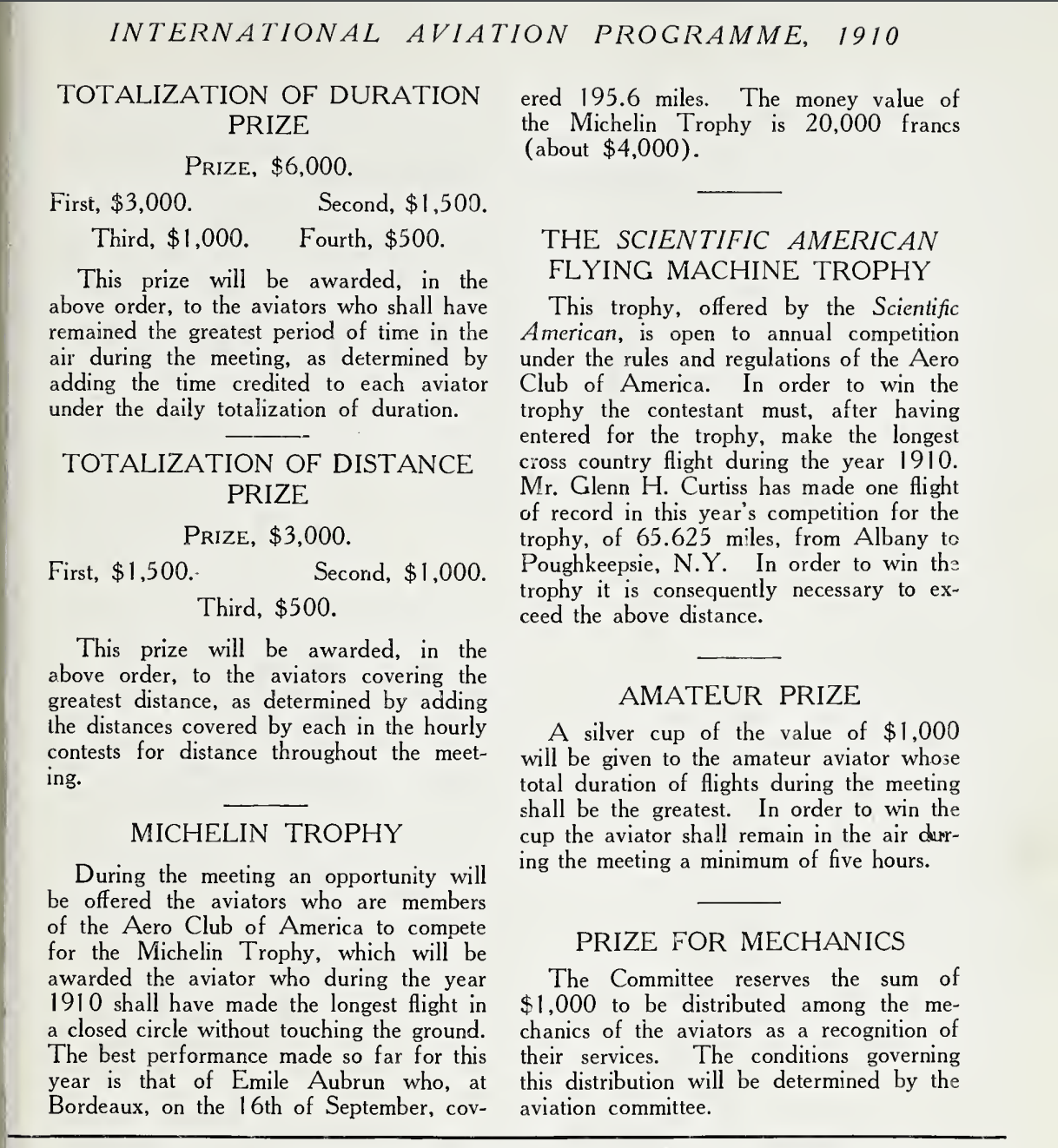
Eventos del torneo de aviación internacional de 1910 Belmont Park.